# Gêrzê (powiat)
Gêrzê (tyb. སྒེར་རྩེ་རྫོང, Wylie: sger rtse rdzong, ZWPY Gêrzê Zong; chiń. upr. 改则县; pinyin Gǎizé Xiàn) – powiat w zachodnich Chinach, w prefekturze Ngari, w Tybetańskim Regionie Autonomicznym. W 1999 roku powiat liczył 16 623 mieszkańców.